# Brozzi
Brozzi è oggi un sobborgo della periferia occidentale di Firenze, al confine con il comune di Campi Bisenzio. Appartiene amministrativamente al Quartiere 5 - Rifredi.

## Storia
Il nome Brozzi potrebbe derivare dalla centuriazione romana, da praedium Aprutii, cioè "podere di Apruzio", oppure da un nome germanico di Brozzo o Brozio, oppure dalla famiglia nobile dei Brozzi, favoreggiante agli Agnelli e ai Medici che si stabilì a Firenze, per un periodo.
I borghi di Brozzi e dell'adiacente Quaracchi hanno origini molto antiche, forse altomedievali. Sicuramente nel corso del medioevo la tipica struttura urbana doveva essere formata, quale agglomerato di case appena fuori dal centro principale, Firenze, lungo una strada parallela all'Arno che conduceva a Pistoia, lungo la quale erano numerose le attività agricole, commerciali e artigiane. Flagellato più volte dalle guerre, dalle alluvioni e dalle pestilenze, fu soprattutto nel corso del XIX secolo, con l'affermarsi dell'industria della paglia, che Brozzi ebbe sviluppo come sobborgo.
Brozzi fu podesteria e poi comune autonomo dal 1809 al 1928, quando con il R.D. 2562 1/11/1928, che prevedeva l'espansione del territorio comunale della città di Firenze, fu suddiviso tra i comuni di Firenze (le frazioni di Quaracchi, Petriolo, Peretola e La Sala), Sesto Fiorentino (frazione di Osmannoro), Campi Bisenzio (frazione di San Donnino) e Signa (frazione di San Mauro a Signa). Al momento della soppressione, il comune di Brozzi confinava con quelli di Firenze, Casellina e Torri (che nel 1929 assunse il nome di Scandicci), Signa, Campi Bisenzio e Sesto Fiorentino.

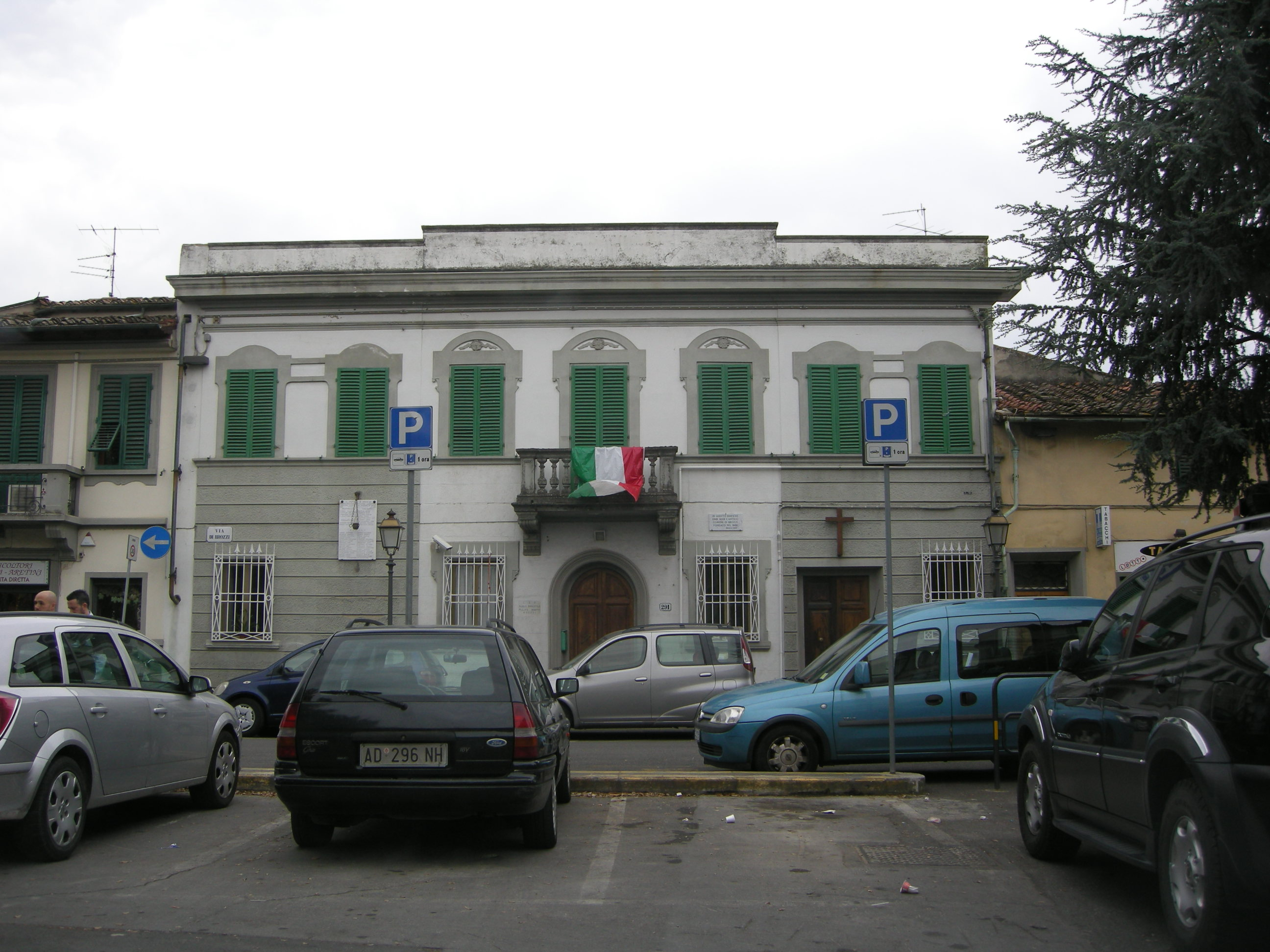
Il vecchio municipio di Brozzi

Il comune aveva un'estensione di circa 16 km² e, al momento della soppressione, circa 12 000 abitanti. Lo stemma del comune, adottato al momento dell'Unità d'Italia, mostrava una palude con sullo sfondo delle montagne, due uccelli acquatici in volo e un cielo nuvoloso; immagine che si ispirava alla piana dell'Osmannoro, allora sotto la giurisdizione brozzese. 
Brozzi aveva un'economia basata sull'agricoltura e sulla tradizionale lavorazione artigiana della paglia (cappelli), diffusa in tutta la piana fiorentina occidentale; rinomate erano le famose scope di saggina e il comune ospitò anche una grande industria chimica, l'Ausonia, nella frazione di San Donnino.
Il crescere delle attività artigianali e di un diffuso associazionismo popolare (Società di Mutuo Soccorso) fece sì che presto Brozzi fosse protagonista nelle lotte sociali e politiche: le "trecciaiole" di Brozzi furono protagoniste dello sciopero del 1896; grande partecipazione vide lo sciopero del pane del 1898 e nel 1909 fu eletto un sindaco socialista nella persona di Giuseppe Ceramelli. Il comune venne retto da amministrazioni di sinistra fino al 1923. Alle elezioni politiche del 1921 grande fu il successo del PCd'I, divenuto partito di maggioranza relativa con circa il 36% dei voti anche se comunque il PSI riuscì a conservare la maggioranza in consiglio comunale alle elezioni amministrative.
La vita del comune di Brozzi si esaurì nel 1928, nell'ambito della generale riforma delle circoscrizioni comunali e provinciali attuata dal governo fascista.

### Stemma

Stemma comunale

Lo stemma del Comune portava: «di cielo, ai due aironi al naturale levati in volo sulla campagna palustre, arborinata al naturale».

## Elenco dei sindaci di Brozzi
Elenco parziale dei primi cittadini del Comune di Brozzi:
- Filippo Papini, 1792-95, Camarlingo della Podesteria di Sesto e Fiesole; poi Maire della Comunità di Brozzi, 1809-1814; poi Camarlingo della Comunità di Brozzi, 1815 - ?
- Filippo Matteoni, Camarlingo della Comunità di Brozzi, 1845-47;
- Lorenzo Cialdini, Camarlingo della Comunità di Brozzi, 1855- ?
- Olinto Cecchi, sindaco, 1895- ?
- Filippo Petrucci, 1896, notizia;
- Corbizzo Altoviti Avila, 1897, notizia;
- Paride Tirinnanzi, 1897, notizia;
- Alfonso Benvenuti, eletto sindaco del Comune di Brozzi nel 1899;
- Filippo Petrucci, 1900, notizia;
- Alfonso Benvenuti, 1905, notizia;
- Giuseppe Ceramelli, eletto sindaco nel 1909, socialista;
- Alfredo Sguanci, 1921, notizia;
- Alfredo Bertelli, Podestà, 1923;
- Virgilio Masi, Podestà, 1925;
- Ugo Filippini, Podestà, 1926.

## Monumenti

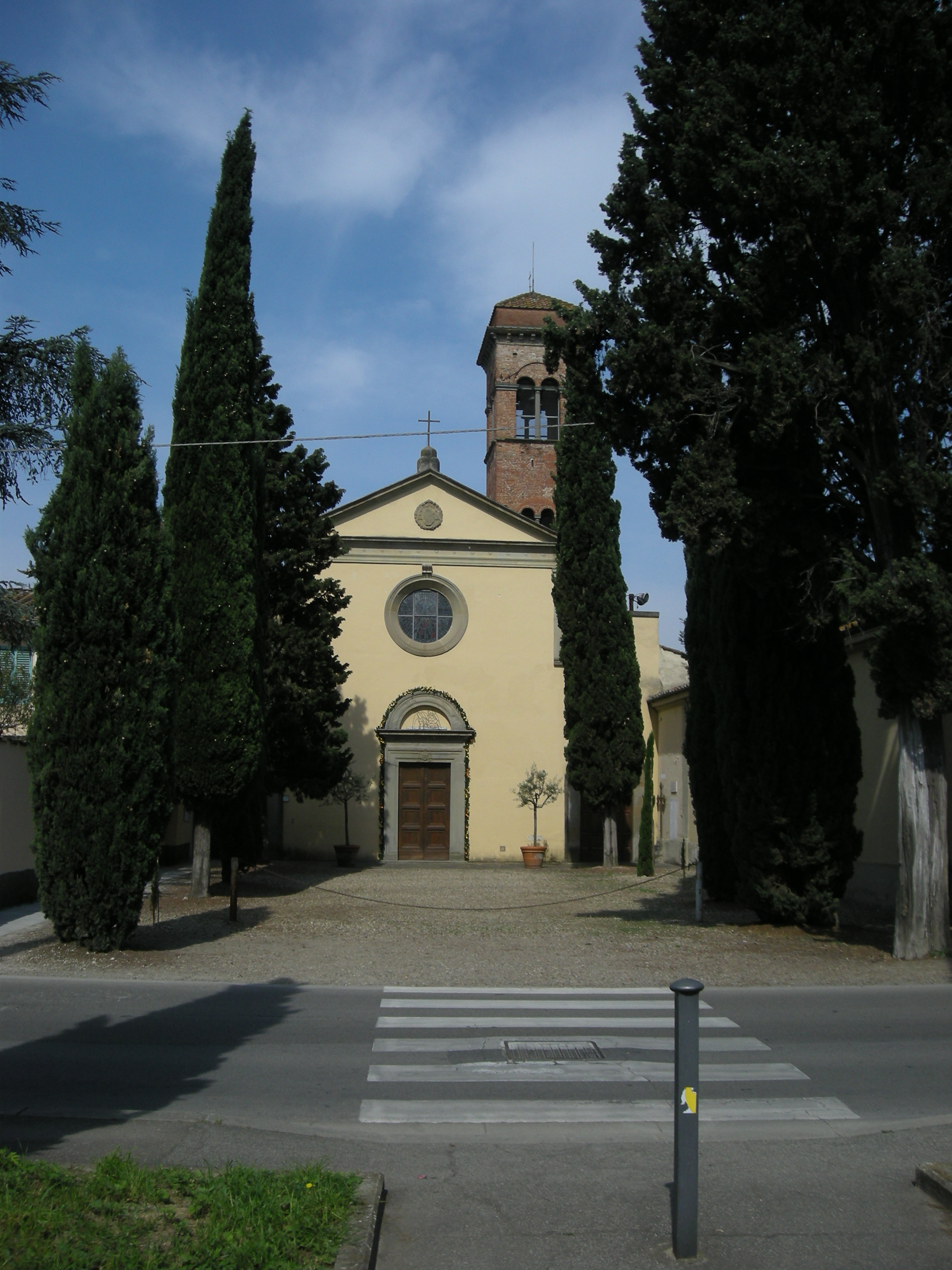
San Martino a Brozzi

La chiesa di San Martino a Brozzi risale a poco dopo l'anno Mille, anche se l'aspetto attuale è rinascimentale, restaurata nell'Ottocento.
Piazza Primo Maggio è un grande spiazzo ottocentesco con giardino alberato al centro, lungo la via che portava a Poggio a Caiano. Sul lato sud vi si affaccia un ampio edificio che era l'antica sede del Comune di Brozzi, fino al 1928, oggi convento delle suore missionarie della carità.
Sulla via di Brozzi si affaccia il Torrione, struttura difensiva medievale (XIII secolo) che faceva parte del palazzo Orsini Baroni, un tempo riconoscibile per uno stemma mediceo in facciata. Poco lontano si trova anche l'oratorio della Madonna del Pozzo, contenente un'immagine che proviene da un tabernacolo ritenuto miracoloso.

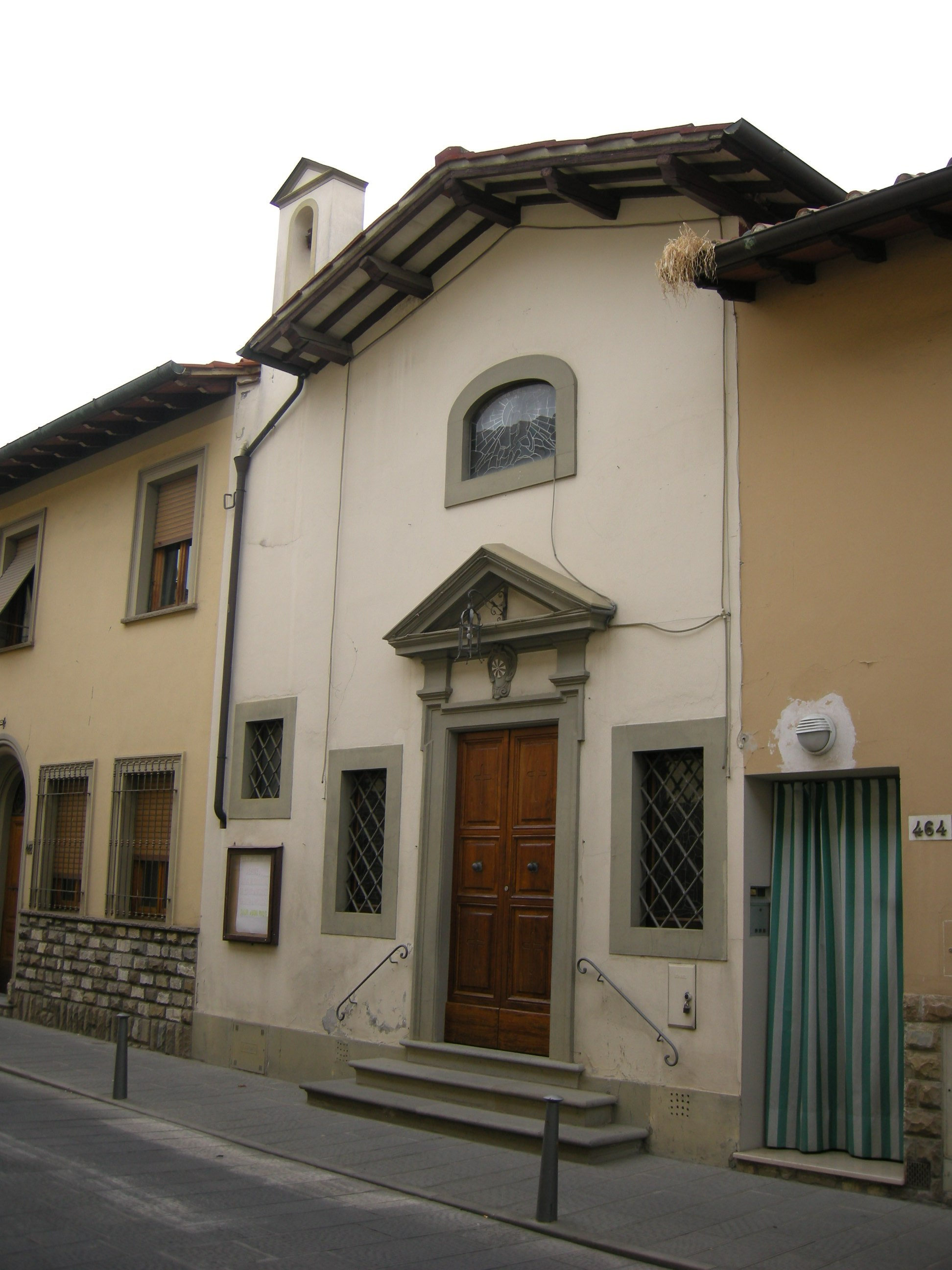
Oratorio della Madonna del Pozzo

## Citazioni letterarie, musicali e televisive
La pessima fama che doveva avere al tempo il vino di Brozzi è pure testimoniata nel poema eroicomico "Il Malmantile racquistato" di Lorenzo Lippi (1647)
(Lorenzo Lippi, Il Malmantile racquistato)
(Lorenzo Lippi, Il Malmantile racquistato)
Nel 1593 il Collegio degli Osti di Firenze lanciava una scherzosa condanna contro gli Accademici della Crusca in cui si stabiliva che ai dotti linguisti non venisse servito altro che il pessimo vino delle "Cinque Terre di Toscana" ovvero Brozzi, Quaracchi, Peretola, San Donnino e Lecore, così chiamate in contrappasso alle celebri Cinque Terre liguri, produttrici di vini eccellenti. Il vino di queste terre, a detta degli osti era particolarmente cattivo e sapeva di botte, di secco, di muffa, di leno, di cuoio, di marcorella. Un proverbio tradizionale fiorentino assegna anche agli abitanti della zona un'imbarazzante nomea: "Peretola, Brozzi e Campi: la peggio genìa che Cristo stampi."
Per concludere le citazioni letterarie, Brozzi ed alcune sue ex frazioni vengono nominate da Aldo Palazzeschi nelle prime pagine del romanzo Sorelle Materassi.
In campo lirico, il compositore Gaetano Donizetti ambientò la sua opera Le convenienze e le inconvenienze teatrali (1827) in un teatro di Brozzi.
Nel 1963 Brozzi divenne famosa in tutta Italia grazie alla trasmissione della Rai Il Giocondo, durante la quale Raimondo Vianello si cimentava nel personaggio di Osvaldo Bracaloni, un carrellista televisivo toscano che ripeteva frasi subito diventate parte delle battute popolari come "Noi di Brozzi, più che tu ci sfotti e più che tu ci aizzi!" e "Io so' di Brozzi; e a Brozzi, o tu digiuni, o tu t'ingozzi!" o "Io so' di Brozzi; e a Brozzi, o tu la smetti, o tu l'abbozzi!" .